# Támesis

Bandeira de Támesis.

Localização de Támesis, no departamento de Antioquia.

Támesis é uma cidade e município da Colômbia, no departamento de Antioquia. Dista 108 quilômetros de Medellín, a capital do departamento.